# Rogoz de Beliu
Rogoz de Beliu – wieś w Rumunii, w okręgu Arad, w gminie Craiva. W 2011 roku liczyła 159 mieszkańców. 